# Oniscidae
Oniscidae é uma família de bichos-de-conta, que inclui a espécie europeia comum Oniscus asellus.
A família inclui actualmente seis géneros (Oniscus, Oroniscus, Phalloniscus, Rabdoniscus, Rodoniscus e Sardoniscus), com outros oito géneros com inclusão dúbia (Cerberoides, Diacara, Exalloniscus, Hanoniscus, Hiatoniscus, Hora, Krantzia e Tasmanoniscus).